# 곽승민
곽승민(한국 한자: 郭承敏, 2004년 8월 24일 ~ )은 대한민국의 축구 선수로, 포지션은 수비형 미드필더이다. 현재 서울 이랜드 소속이다.

## 유소년 시절
천안제일고등학교 축구부 시절 팀이 전국대회 3관왕에 오를 수 있게 한 주역 중 한 명이다.

## 클럽 경력
2023년 제주 유나이티드에 입단하면서 프로 커리어를 시작하게 되었다.

## 플레이 스타일
빌드업 능력과 전진 압박, 공간 패스 전개에 강점이 있다. 또한 중앙 수비수를 비롯해 수비형 미드필더, 중앙 미드필더까지 소화할 수 있으며, 어린 경기 운영 능력 판단력, 단단한 피지컬 또한 강점이다.

## 수상 내역

### 대회 기록
천안제일고등학교 (2020 ~ 2022)
- 전국체육대회 충남 선발 대표전 ● 우승: 2022
- 금강대기 전국고등학교 축구대회 ● 우승: 2022
- 청룡기 전국고교축구대회 ● 우승: 2022[2]

### 개인
- 청룡기 전국고교축구대회 수비상: 2022